# Dylan Dodd
Dylan Martin Dodd (Elk Grove Village, Illinois, 6 de junio de 1998), más conocido como Dylan Dodd, es un jugador profesional estadounidense de béisbol que se desempeña en la posición de lanzador en Atlanta Braves, equipo de las Grandes Ligas de Béisbol (MLB).

## Carrera
En 2023, Dodd hizo su debut en la MLB con el equipo Atlanta Braves, donde lleva jugando dos temporadas.